# 熱布拉克

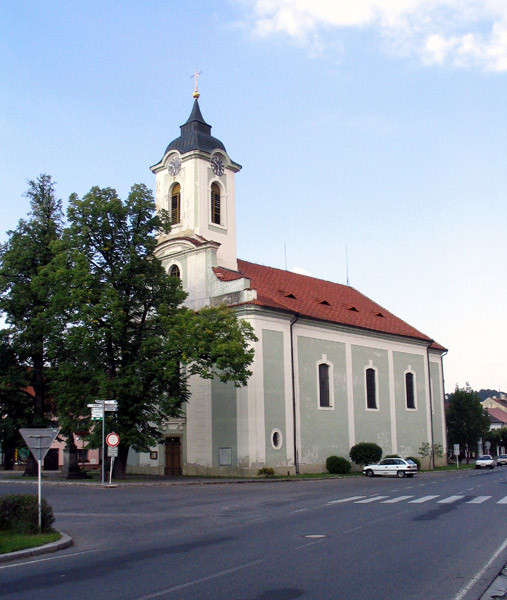

熱布拉克是捷克的城鎮，位於該國北部，距離貝龍16公里，由中波希米亞州負責管轄，面積8.51平方公里，海拔高度342米，鎮上的教堂建於1780年，2008年人口2,141。

## 外部連結
- Municipal website （页面存档备份，存于） (cz)

49°52′N 13°53′E / 49.867°N 13.883°E